# Космај
Космај је планина у Србији, у околини Сопота и Младеновца. После Авале (506 m) је најнижа планина у Шумадији са својих 626 m надморске висине. На њему се истичу три врха: Мали, Голи и Рутави. Главни гребен Космаја полумесечастог је облика и пружа се у правцу југозапад-североисток. Иако је Космај ниска планина, ипак својим изгледом у виду острва доминира у овом делу ниске Шумадије, изнад валовитог неогеног побрђа, рашчлањеног благим речним долинама.
Назив Космај настао је од келтске речи cos (шума) и прединдоевропске речи maj (планина). Међутим, Римљани су Космај прилагодили митологији јер је добио значење casa Maiac — станиште богиње Маје. У римској епохи, Космај је био значајно рударско средиште. Сматра се да се руда гвожђа ископавала на Космају и пре доласка Римљана.
Читав пејзаж је под вегетацијом. Наиме, стрмије стране обрасле су шумом (претежно буковом и храстовом, а местимично и четинарском). Благе падине су под травнатом вегетацијом, а подножје под воћњацима и њивама, док су заравни претежно са пропланцима.
На Космају има и разне дивљачи од значаја за ловни туризам (зечеви, срне, фазани, јаребице, лисице и препелице, а некада давно и вукови).
Космају се од 1930-тих указује већа пажња као излетишту, пред крај 1936. је изграђена планинска кућа са 18 постеља.